# William Hayes (egyptolog)
William Christopher Hayes (21. března 1903 – 10. července 1963) byl americký egyptolog. Byl žákem egyptologa Alana Gardinera, do roku 1935 studoval na Princetonské univerzitě. Zabýval se především historií egyptského umění. Působil v Metropolitním muzeu umění, nejprve jako asistent kurátora, později jako kurátor oddělení o starověkém Egyptě.